# Эдельсбахер, Сабина
Сабина Эдельсбахер (англ. Sabine Edelsbacher; 20 мая 1973, Линц, Австрия) — австрийская рок-певица, вокалистка симфо-метал-группы Edenbridge.

## Биография

### Ранние годы
Сабина Эдельсбахер родилась в 1973 году в австрийском городе Линц. С самого раннего детства у неё проявилась любовь к пению. Её мать часто пела вместе с ней по вечерам. Будучи ребёнком, Сабина Эдельсбахер пела в хорах, а позже стала брать уроки вокала у частного преподавателя. Она постоянно стремилась совершенствовать свой голос и развивала его индивидуальные особенности. В одном из интервью Сабина рассказала:
«Я приложила массу усилий, чтобы мой голос зазвучал чисто, бесконечно экспериментировала со звучанием и экспрессией. И всё это я записывала на обычный кассетный магнитофон, а затем придирчиво прослушивала. Это доставляло мне удовольствие».
До того, как она стала солисткой в Edenbridge, Сабина Эдельбахер работала медсестрой в лор-отделении, затем ухаживала за больными в терминальной стадии. Первый опыт выступления перед аудиторией пришёл в 1994 году, когда она выступала с местной женской группой, играла на акустической гитаре и пела в качестве бэк-вокалистки в местных барах. В 1996 году музыканты Арне Стокхаммер (выступающий под псевдонимом Ланвалль) и Курт Беднарски создали музыкальный проект "Cascade", в который на место солистки пригласили Сабину Эдельсбахер. В 1998 году к их коллективу присоединился ударник Роланд Навратил, и музыканты стали готовить материал для своего дебютного альбома.

### 2000-2003
25 сентября 2000 года группа Ededenbridge выпустила свой дебютный альбом Sunrise in Eden, который получил положительные отзывы среди музыкальных критиков и был хорошо воспринят слушателями. Прогрессивное звучание в совокупности с виртуозным гитарным соло Ланвалля и ярким, интересным вокалом Сабины Эдельсбахер сделали группу Ededenbridge узнаваемой на европейской симфо-пауэр-металл сцене. Отмечалась вокалистка Сабина Эдельсбахер, которая, по мнению критиков, демонстрирует широкий диапазон своего голоса и хорошо поёт на высоких нотах. Её вокал критики называли кристально чистым, и «ангельским» С выходом второго альбома Arcana в 2001 году стало заметно, что музыкальный стиль группы всё сильнее совершенствуется: появились сложные инструментальные вставки, сильные рифы и мощный хоровой бэк-вокал. Концептуальная идея альбома связана со стремлением человека отправиться к далёким звездам и исследовать новые миры. Голос солистки прекрасно гармонировал с общей атмосферой альбома, передавал насыщенную гамму чувств. Музыкальный критик Роберто Мартинелли считает, что именно голос Сабины Эдельсбахер принёс коммерческий успех этому альбому. В 2002 году выходит третий альбом группы - Aphellion, который по звучанию получился наиболее мягким, техничным, но в то же время лишённым былой чувственности и эмоциональности. Стало очевидным, что участники Edenbridge в этот раз осторожно отнеслись к жанровым экспериментам. Наблюдается уход от фолковых мотивов. Наиболее примечательной деталью, которая привлекла интерес к этому альбому, стал дуэт Сабины Эдельсбахер с солистом хэви-металл группы Royal Hunt, Ди Си Купером. Их совместная песня "Red Ball in Blue Sky", написанная в стиле рок-оперы, завершает альбом Aphellion.

### 2004-2008
В 2004 году вышел один из наиболее успешных, как в коммерческом, так и в художественном смысле альбом Shine, который продемонстрировал прекрасную сбалансированность музыкального материала. Альбом получил высокий рейтинг у музыкальных критиков, которые отмечали сильную энергетику и мелодичность песен. В Германии альбом Shine охарактеризовали, как наиболее зрелый и законченный, который даёт самое точное представление о творчестве Edenbridge. Вышедший спустя два года альбом The Grand Design (2006) получил смешанные отзывы критиков. Немецкое издания Metal Hammer и Rock Hard написали, что песни варьируются от мелодичного метала до китча. Обозреватель издания Metal Hammer, тем не менее, отметил, что по тембру голоса Сабина Эдельсбахер может соответствовать Тарье Турунен. В 2008 году вышел альбом MyEarthDream, записанный c Чешским симфоническим оркестром.

### 2010-2013
Седьмой студийный альбом Solitaire также записывался с Чешским симфоническим оркестром. В одном из интервью Сабина Эдельсбахер прокомментировала работу над ним:
«Solitaire берёт из предыдущего альбома все симфонические и тяжёлые элементы, но вводит много новых аспектов в наше звучание. Он - самый атмосферный и меланхоличный из всех наших альбомов».

### Сценический образ
Во многом в творчестве и сценическом образе участников Edenbridge можно провести параллели с такими коллективами как Nightwish, Within Temptation, Epica. Общее сходство этих коллективов - сочетание оперного женского вокала и жёстких гитарных риффов, характерных для хэви-металла. Сабина Эдельсбахер часто экспериментирует со своим сценическим образом, отдавая предпочтение готическим или фолковым элементам. В одном из интервью она призналась:
«Правда в том, что, когда я начала петь в Edenbridge, я не ломала голову по поводу своего имиджа. Например, я часто носила типичные готические вещи, потому что мне нравится такой очень женственный стиль. Но с музыкальной точки зрения, мы не готическая группа и не смотримся как "Красавица и Чудовище"».

### Сотрудничество
В 2001 году Сабина Эдельсбахер записала совместно с Тарьей Турунен и Кэндис Найт песни "Wizard", "The Laws of the Future", "Promises Under the Rain" для дебютного альбома аргентинской метал-группы Beto Vázquez Infinity. В 2002 году Сабина Эдельсбахер участвовала в музыкальном проекте немецких прогрессив-металл групп - Missa Mercuria, в который вошли участники Vanden Plas, Pink Cream 69 и Silent Force. Она записала песню "Whisper Of The Soul (Watergoddess)" совместно с гитаристом Vanden Plas, Стефаном Лиллем. В 2003 году певица совместно с солистом легендарной группы Magnum Бобом Кэтли исполнила песню "Believe Enough To Fight" для альбома "Once And Future King - Part II" британского хард-рок музыканта Гэри Хьюза. В том же году певица дуэтом с Колином Каллананом, солистом пауэр-метал группы Power Quest спела песню When I'm Gone для альбома NeverWorld. Голос Сабины Эдельсбахер можно услышать в альбоме "Temple of Shadows" 2006 г. бразильской метал-группы Angra, для которого она исполнила песни "Spread Your Fire" и "No Pain For the Dead". В 2014 году певица записала песню Сhild of Storms для одноимённого альбома российской пауэр-метал группы Catharsis.

### Интересы
В свободное время солистка Edenbridge увлекается йогой, фотографированием, рисованием и составлением коллажей. Сабина Эдельсбахер любит слушать классическую музыку, а также мюзиклы, особенно "Танец вампиров" и "Елизавета". Среди своих музыкальных предпочтений она особо выделяет группы Queen, Royal Hunt, Sonata Arctica, Fair Warning, Dare Survivor, а также певиц Селин Дион и Сару Брайтман.